# Eduard Alexander Rubin
Eduard Alexander Rubin (Thun, 17 juli 1846 – aldaar, 6 juli 1920) was een Zwitserse militair, werktuigbouwkundig ingenieur en de uitvinder van de volmantelkogel (Full Metal Jacket) in 1882.

## Levensloop
Eduard Alexander Rubin werd op 17 juli 1846 geboren in Thun in Zwitserland als zoon van de werktuigbouwkundige Carl Rubin en Maria Bader. Hij studeerde in de periode 1866-1868 aan de Zwitserse Federale Polytechnische School in Zürich (ETH Zürich) en vervolgens aan de Polytechnische School in Karlsruhe, alwaar hij in 1869 afstudeerde. In zijn werkzame leven was hij kolonel der Zwitserse Artillerie en directeur van de Zwitserse Federale Munitiefabriek en bijbehorend Onderzoekscentrum in Thun. Daarnaast was hij gedurende de periode 1883-1890 liberaal gemeenteraadslid van Thun. In 1876 trouwde Rubin met Rosina Susanna Leuzinger, dochter van de bekende Zwitserse cartograaf Rudolf Leuzinger.

## Uitvindingen
Naast de volmantelpatronen ontwikkelde Rubin onder meer de militaire Schmidt-Rubin-geweren (samen met Rudolf Schmidt), het Rubin-Fornerod-ontstekingsmechanisme en het gebruik van TNT en ammoniumnitraat ter vervanging van buskruit in artilleriegranaten. Zijn bekendste patroon, de 7,5×55mm Swiss, was de standaardmunitie voor de militaire geweren Schmidt-Rubin, K31 en STGW 57. Zijn volledig met koper beklede kogels waren in 1886 de inspiratie voor de volmantelkogels voor het Franse Lebelgeweer.

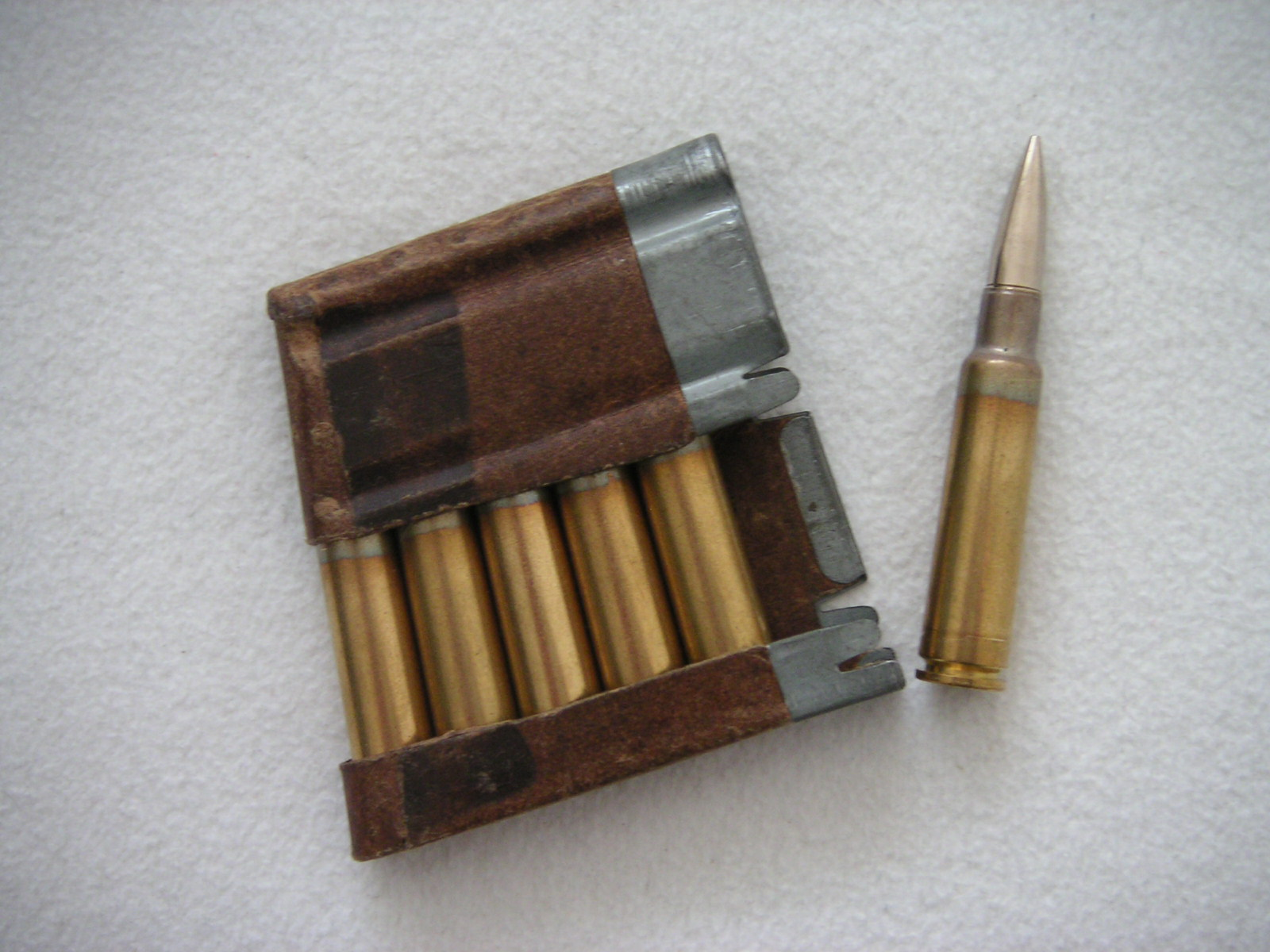
7,5×55mm Swiss
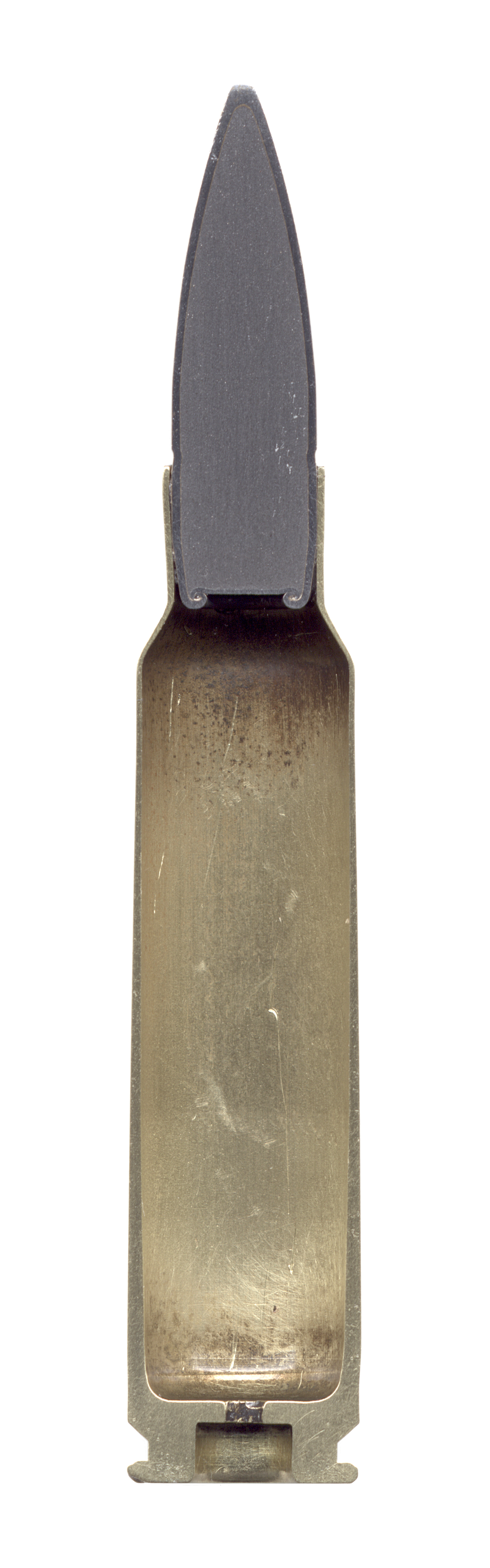
Doorsnede 7,5×55mm-volmantelkogel
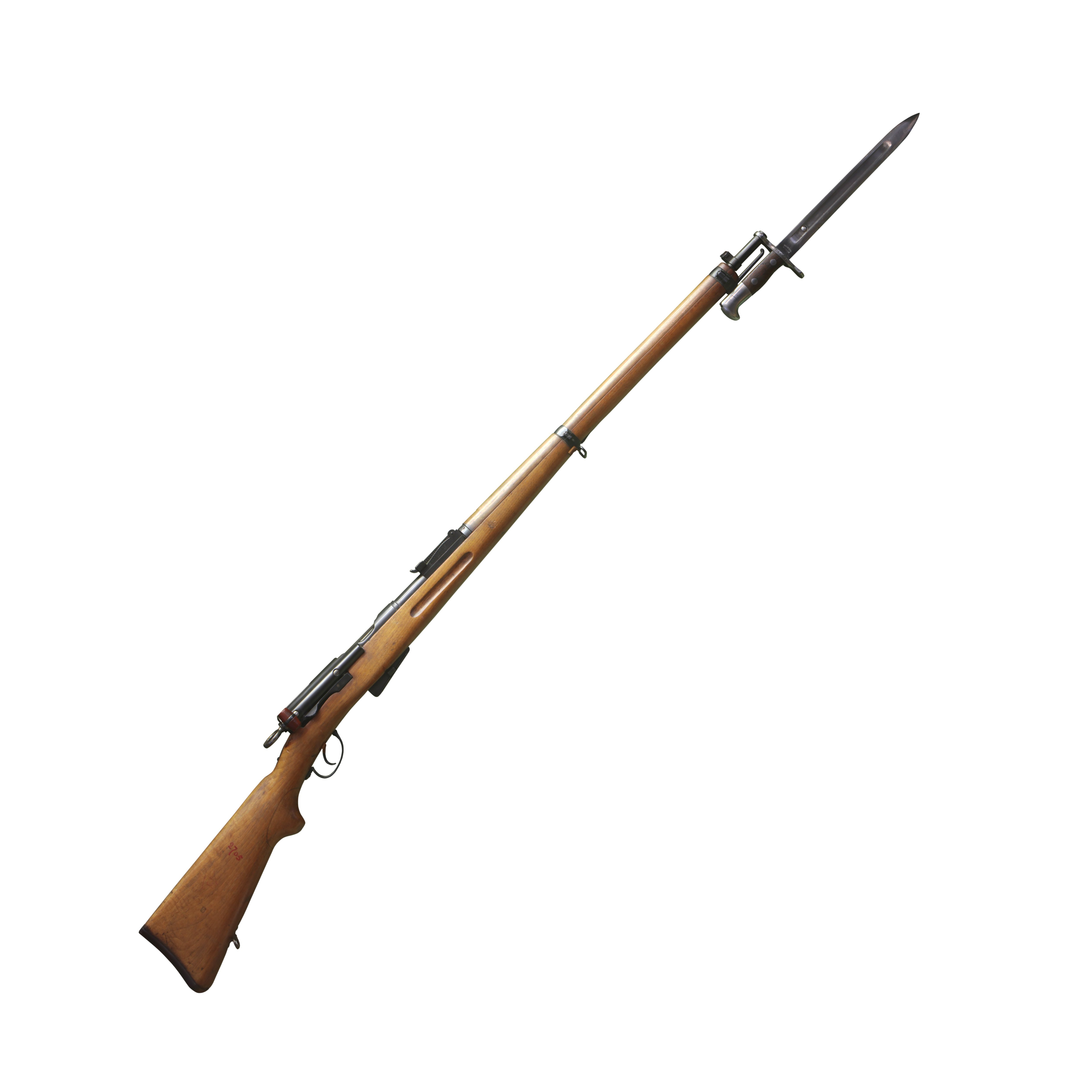
Infanteriegeweer Schmidt-Rubin Model 1911
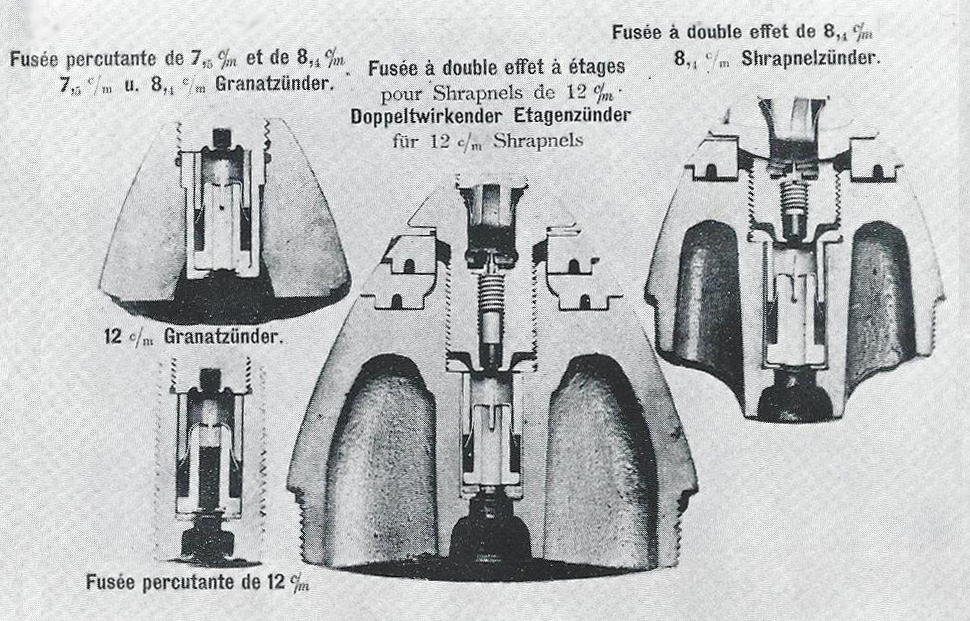
Rubin-Fornerod-ontstekingsmechanisme

## Munitieverzameling
Rubin legde in de loop der jaren een omvangrijke munitieverzameling aan. Deze 330 voorwerpen tellende "Munitionsversammlung Oberst Rubin" beslaat de periode 1807-1911 en bevindt zich in het Zwitsers Legermuseum in Thun. In 2009 werd de verzameling gerestaureerd onder leiding van de Hogeschool voor Conservering en Restauratie ARC in La Chaux-de-Fonds, kanton Neuchâtel.

## Trivia
Rubins dochter Barbara Margaritha Rubin trouwde in 1906 met de Nederlander Hendrik Johannes van Loon, elektrotechnisch ingenieur en broer van inspecteur-generaal van Rijkswaterstaat ir. Arie Rijk van Loon.